# Athemus imasakai
Athemus imasakai is een keversoort uit de familie soldaatjes (Cantharidae). De wetenschappelijke naam van de soort werd in 1993 gepubliceerd door Kinoda & Nakane in Nakane.